# Alexandre Nikitenko
Alexandre Vassilievitch Nikitenko, né en 1804 ou 1805 et mort le 21 juillet 1877, est un homme de lettres ukrainien né dans l'Empire russe ; il fut professeur à l'université de Saint-Pétersbourg et membre de l'académie des sciences.

## Biographie
Nikitenko descend de serfs originaires de Petite Russie, appartenant aux comtes Cheremetiev, et installés dans leurs terres du gouvernement de Voronej. Son père était l'employé aux écritures le plus ancien du comte. Il avait reçu une instruction plus élevée que celle des autres serfs. Alexandre Nikitenko, quant à lui, est instruit au collège de Voronej, mais il ne peut accéder au lycée, car il est fils de serfs. Il est si découragé, qu'il songe même au suicide. Il se plonge dans la lecture et donne des leçons privées pour gagner sa vie à Ostrogojsk, où il est remarqué par la « Société biblique » qui l'emploie comme secrétaire. C'est en 1824, sous la pression de Joukovski et de Ryleïev, que le comte Cheremetiev émancipe Nikitenko.
Il entre alors en 1825 à la faculté d'histoire et de philosophie de l'université de Saint-Pétersbourg, dont il sort en 1828. Il est cependant inquiété pour s'être approché de certains milieux décembristes. Il commence à publier ses premiers articles de critique littéraire en 1826 dans « Le Fils de la Patrie », et devient le secrétaire de Borozdine en 1828. Après des tentatives infructueuses d'obtenir la chaire d'économie politique et de droit à l'université, Nikitenko devient maître-assistant de littérature russe en 1832 et deux ans plus tard professeur. Il est nommé parallèlement au bureau de la censure en 1833, occupation qu'il gardera toute sa vie, mais il doit passer huit jours au poste de police pour avoir publié les vers de Victor Hugo, Enfant, si j'étais roi, considérés comme subversifs. Il a une attitude plutôt libérale et passe la nuit au poste en 1842 pour avoir laissé publier dans le Fils de la Patrie une nouvelle d'Ephibovski intitulée « La gouvernante.» Il appelle de ses vœux la réforme de l'empire et se qualifie de progressiste immodéré.
Nikitenko est aussi professeur de littérature russe au grand séminaire catholique de Saint-Pétersbourg, à partir de 1833. Il est rédacteur en chef du Fils de la Patrie de 1839 à 1841. Il obtient son doctorat de philosophie en 1836 après une soutenance de thèse portant sur « la force de création en poésie ou le génie poétique. »
Alexandre Nikitenko est nommé membre de l'Académie impériale en 1853. Aujourd'hui ses travaux de critique sont oubliés et il n'a pas eu une grande influence sur ses contemporains; cependant son attitude parfois libérale, parfois plus sévère, dans le domaine de la censure, lui a permis d'influencer certains choix.
Il est aussi l'auteur d'un Journal intime publié en 1888-1892.
Le fonds de sa bibliothèque se trouve aujourd'hui à la bibliothèque de l'université de Tomsk.